# Peugeot Typ 83
Der Peugeot Typ 83 ist ein frühes Automodell des französischen Automobilherstellers Peugeot, von dem 1906 im Werk Lille 71 Exemplare produziert wurden.
Die Fahrzeuge besaßen einen Vierzylinder-Viertaktmotor, der vorne angeordnet war und über Kette die Hinterräder antrieb. Der Motor leistete aus 6371 cm³ Hubraum 30 PS.
Es gab die Modelle 83 A und 83 B. Bei einem Radstand von 296,5 cm beim Modell 83 A bzw. 326,5 cm beim Modell 83 B betrug die Spurbreite 145 cm. Die Karosserieform Limousine bot Platz für vier Personen.